# Dinotrema sinecarina
Dinotrema sinecarina är en stekelart som beskrevs av Fischer 1993. Dinotrema sinecarina ingår i släktet Dinotrema och familjen bracksteklar. Inga underarter finns listade i Catalogue of Life.